# L'arroseur arrosé (película de 1895)
L'Arroseur arrosé (en español: El regador regado) son dos cortometrajes rodados por Louis Lumière: uno en 1895 y otro en 1896.
Ninguno de los dos llevaba ese título. Son adaptaciones de una tira cómica del francés Hermann Vogel, popular en las sesiones de linterna mágica. La primera versión cinematográfica se tituló Le Jardinier et le Petit Espiègle y la segunda, Arroseur et Arrosé. Esta última fue la única en ser inscrita en el catálogo Lumière. 
El resultado del primer rodaje es especialmente valorado, porque es el primer trabajo de cine en que se empleó un argumento y que no parece un documental. Se trata a la vez de la primera ficción cinematográfica y de la primera película cómica. Fue exhibida en primer lugar en un sótano parisino el 10 de junio de 1895.
Formó parte de la primera sesión de cine por la que se pagó una entrada al exhibirse el 28 de diciembre de 1895 en el Salon indien du Grand Café, en París.
Es la primera película en la que un actor cobra por aparecer en ella, en este caso el jardinero de los Lumière, François Clerc y la primera para la que se diseñó un afiche publicitario. En los carteles anteriores se promocionaba la calidad de la técnica, pero no la película en concreto. El cartel fue pintado por Marcellin Auzolle, y en él aparece el jardinero mientras el agua le salpica la cara.

## Argumento y versiones
En la escena, que solo dura 49 segundos, un jardinero riega unas flores, mientras un pillastre pisa la manguera para cortar el agua. El jardinero mira la punta de la manguera y se echa en la cara toda el agua. La broma no le gusta nada, de modo que persigue al pillastre y le da un tirón de orejas y unos golpes en las nalgas. Es el primer slapstick de la historia del cine.

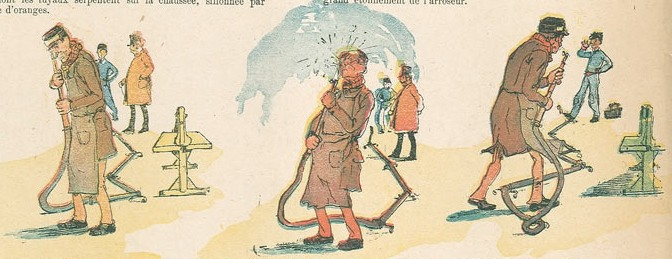
Fragmento de la tira cómica de Hermann Vogel en que está inspirada la cinta.

Al parecer, se intentó rodar la escena primero con uno de los hijos de Louis Lumière haciendo de pillastre, Edouard, pero tenía diez años y no fue capaz de parar el empuje del agua en la manguera, de modo que se repitió la escena con Léon Trotobas, que tenía 22 años. También se ha dicho que Louis Lumière se inspiró en una travesura de su hijo Edouard, pero es más probable que se inspirara en los dibujos de Vogel, que forman parte de un cómic de 1887 titulado L’arroseur, con lo que también se convierte en la primera adaptación cinematográfica de un cómic.
La escena fue rodada en el jardín de la propiedad de los Lumière en La Ciotat. Se llamaba Les terres rousses, y todavía existía en 1960. El jardinero trabajaba para los Lumière, y el chico, Léon Trotobas, era un joven electricista de la fábrica. En 1896, se rodó una tercera versión más elaborada en Montplaisir, Lyon. En este caso, el jardinero era el mismo, pero el papel del chico lo hizo el hijo de un carpintero de la empresa, Benoît Duval.
En francés, l'arroseur arrosé (el regador regado) se usa para definir a alguien que termina víctima de sus propias bromas.
Además de las tres versiones de Louis Lumiére, se rodaron Arroseur et arrosé, de Francis Doublier, y el corto del mismo título de 1897 de Alice Guy. Georges Méliès y Edison realizaron otras versiones. François Truffaut le hizo un homenaje en una escena de Les mistons, de 1958.